# Казахская национальная академия искусств
Казахская национальная академия искусств имени Темирбека Жургенова (КазНАИ) (каз. Темірбек Жүргенов атындағы Қазақ ұлттық өнер академиясы) — высшее учебное заведение по подготовкев кадров в области театр, кино, живописи, скульптуры, дизайна и хореографии.

## История

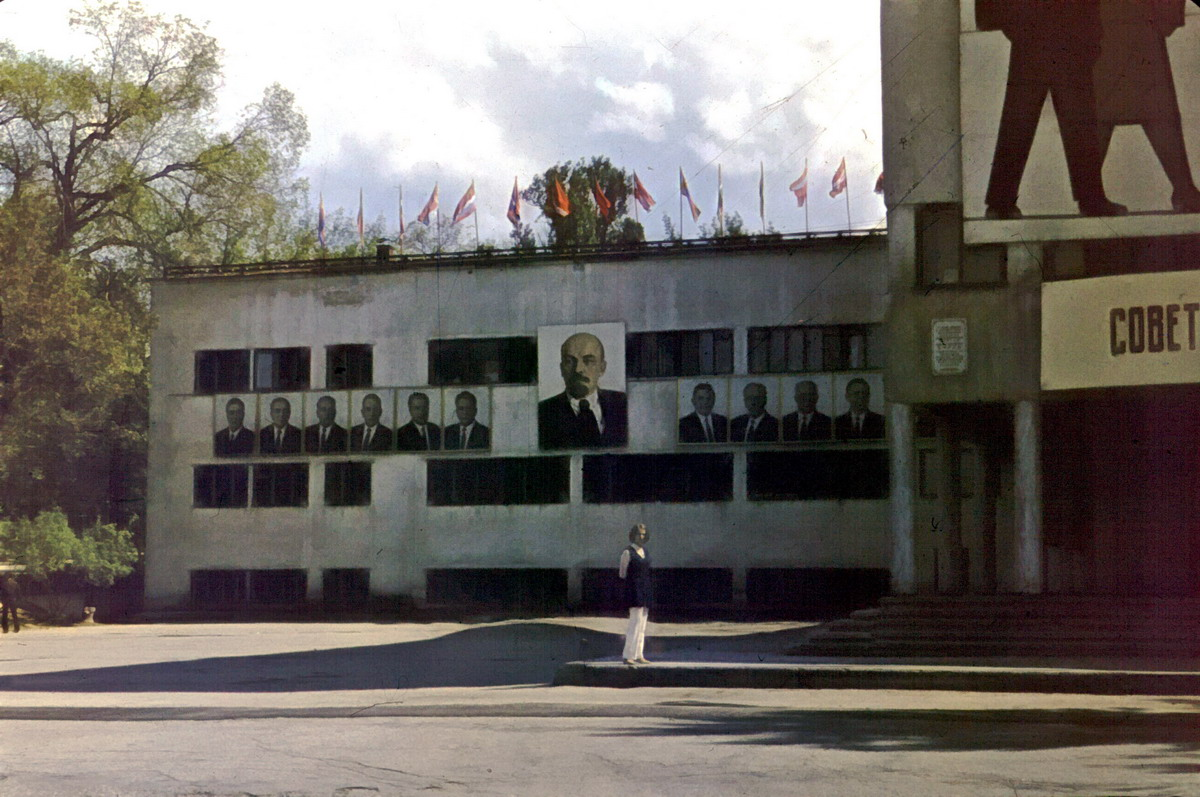
Здание учебного корпуса КазГУ им. Кирова (1969 год)

Академия ведёт свою предысторию с 1955 года, когда народный артист КазССР А. Т. Токпанов открыл при Алма-Атинской государственной консерватории имени Курмангазы театральный факультет. На его базе в 1977 году был создан Алма-Атинский театрально-художественный институт. В 1978 году был осуществлен первый набор студентов на театральный и художественный факультеты.
В 1982—1983 учебном году в институте обучалось 490 студентов, работало 95 преподавателей, в том числе 5 профессоров и докторов наук, 7 доцентов и кандидатов наук.
28 января 1989 года институту было присвоено имя первого Народного комиссара просвещения Казахстана, внесшего огромный вклад в развитие отечественной культуры и искусства, Темирбека Караевича Жургенова.
В 1993 году вуз был преобразован в Казахский государственный институт театра и кино имени Т. К. Жургенова, был организован факультет «Кино и телевидение». 22 июня 1994 года была основана Высшая школа хореографии при КазГИТиК имени Т. К. Жургенова, впоследствии преобразованная в факультет хореографии.
В 2000 году путём слияния Казахского государственного института театра и кино имени Темирбека Жургенова и Казахской государственной художественной академии была создана Казахская государственная академия искусств имени Темирбека Жургенова.
5 июля 2001 года Указом Президента Республики Казахстан академии предоставлен особый статус национального вуза. Главный учебный корпус академии расположен в бывшем здании Совнаркома Казахской ССР, архитектор М. Я. Гинзбург (1927—1930).

## Факультеты
- Факультет кино и телевидения
- Факультет театрального искусства
- Факультет хореографии
- Факультет живописи, скульптуры и дизайна
- Факультет музыкального искусства (ранее — факультет музыкального театра и эстрады)
- Факультет искусствоведения
- Высшие курсы режиссёров, операторов и сценаристов[2]

## Преподавательский состав
В академии работают 436 преподавателей. Академия располагает высококвалифицированным профессорско-преподавательским составом, в числе которого:
- Доктор PhD — 41 человек
- Доктор наук — 8 человек
- Кандидат наук — 68 человек[3]

## Студенческая телестудия
При Академии искусств им. Темирбека Жургенова работает студенческая телестудия, учебная- творческая лаборатория звукозаписи, балетные классы, кинозал и учебный театр которые является важной учебной платформой для развития способностей студентов к творчеству и продемонстрировать результат своей работы публично.

## Ректоры
- 1975—1985 — Джанысбаева Г. А.
- 1987—1989 — Аман Кулбаев
- 1989—1991 — Аширбек Сыгай
- 1991—1994 — Есмухан Обаев[5]
- 1994—2000 — Ибрагимов У. Ш.
- 2000—2008 — Кишкашбаев Т. А.
- 2008—2014 — Арыстанбек Мухамедиулы
- 2014—2018 — Бибигуль Нусипжанова№
- 2018—2019 — Асхат Маемиров
- 2019—2021 — Акан Абдуалиев
- с 18 июня 2021 по 14 февраля 2022 — Шарипбек Амирбек (И.О)
- с 14 февраля 2022 года по 2023 года. — Сатыбалды, Азамат
- с 30 января 2024 года по н.в. - Жудебаев, Арман Адильханович

## Здание академии

Здание академии (2020 год)

После переноса столицы Казахской ССР из Кызылорды в Алма-Ату возникла необходимость в строительстве нового административного центра для государственных учреждений. Поэтому в 1927—1931 годах было осуществлено строительство здания для Правительства Казахской ССР (современный адрес — ул. Богенбай батыра, 136). Авторами проекта выступили М. Гинзбург и Ф. Милинис, инженером В. Орловский. Проект здания стал победителем Всесоюзного конкурса Московского архитектурного общества.
В здании работал известный советский деятель Л. И. Мирзоян — Первый ЦК КП(б) Казахстана.
В 1941 году была проведена реконструкция здания по проекту архитекторов Б. Дергачева, Г. Кушнаренко и инженера Н. Оразмыбетова, в результате чего были достроены крылья и заменена крыша.
После строительства нового здания Правительства в 1958 году сооружение было передано Казахскому государственному университету имени С. М. Кирова. В этот период в вестибюле учебного корпуса находился памятник Кирову.
В 1982 году в здании разместился театрально-художественный институт, позднее получивший новое название — Алматинский институт театра и кино им. Жургенова.
В настоящий момент в здании находится Казахская национальная академия искусств им. Жургенова.

### Архитектура

Памятник Жургенову перед зданием академии

Здание было возведено в стиле конструктивизма. Архитектурно-пространственная композиция построена на контрастном сопоставлении застекленных и глухих плоскостей и объемов. Каркас здания монолитно-железобетонный с мягким камышитовым заполнением, впервые применённый в практике строительства общественных зданий в Алма-Ате.
В 2002 году перед зданием был установлен памятник Темирбеку Жургенову. Скульптором памятника стал Е. А. Сергебаев.

### Статус памятника
4 апреля 1979 года было принято Решение исполнительного комитета Алма-Атинского городского Совета народных депутатов № 139 «Об утверждении списка памятников истории и культуры города Алма-Аты», в котором было указано здание учебного корпуса КазГУ им. Кирова. Решением предусматривалось оформить охранное обязательство и разработать проекты реставрации памятников.
26 января 1982 года здание было включено в список памятников истории и культуры республиканского значения Казахской ССР.